# Primera divisió espanyola de futbol 1956-1957
La temporada 1956/57 de primera divisió va ser la número vint-i-sis de la competició. Va començar el 9 de setembre de 1956 i es va finalitzar el 21 d'abril del 1957.
El Reial Madrid CF va guanyar el títol de lliga després d'aconseguir la primera Copa d'Europa i de fitxar al francès Raymond Kopa. El Sevilla FC va aconseguir el subcampionat amb els mateixos punts que el FC Barcelona.

## Equips participants
| Club                | Ciutat        | Estadi            |
| ------------------- | ------------- | ----------------- |
| Atlético Bilbao     | Bilbao        | San Mamés         |
| Atlético Madrid     | Madrid        | Metropolitano     |
| Barcelona           | Barcelona     | Les Corts         |
| Celta               | Vigo          | Balaidos          |
| Comtal              | Barcelona     | Les Corts         |
| Deportivo La Coruña | La Corunya    | Riazor            |
| Espanyol            | Barcelona     | Sarrià            |
| Jaén                | Jaén          | La Victoria       |
| Las Palmas          | Las Palmas    | Insular           |
| Osasuna             | Pamplona      | San Juan          |
| Reial Madrid        | Madrid        | Santiago Bernabéu |
| Reial Societat      | Sant Sebastià | Atotxa            |
| Sevilla             | Sevilla       | Nervión           |
| València            | València      | Mestalla          |
| Valladolid          | Valladolid    | Municipal         |
| Zaragoza            | Saragossa     | Torrero           |

## Classificació
| Pos | Equip                   | PJ | PG | PE | PP | GF | GC | DG  | Pts | Classificació o descens            |
| --- | ----------------------- | -- | -- | -- | -- | -- | -- | --- | --- | ---------------------------------- |
| 1   | Reial Madrid (C)        | 30 | 20 | 4  | 6  | 74 | 35 | +39 | 44  | Clas. per la C.Eur. i la C.Llatina |
| 2   | Sevilla                 | 30 | 17 | 5  | 8  | 64 | 49 | +15 | 39  | Clas. per la Copa d'Europa         |
| 3   | Barcelona               | 30 | 16 | 7  | 7  | 70 | 37 | +33 | 39  |                                    |
| 4   | Atlético Bilbao         | 30 | 16 | 5  | 9  | 59 | 45 | +14 | 37  |                                    |
| 5   | Atlético Madrid         | 30 | 15 | 4  | 11 | 65 | 54 | +11 | 34  |                                    |
| 6   | Osasuna                 | 30 | 12 | 7  | 11 | 40 | 38 | +2  | 31  |                                    |
| 7   | Espanyol                | 30 | 11 | 8  | 11 | 39 | 48 | −9  | 30  |                                    |
| 8   | Valladolid              | 30 | 11 | 6  | 13 | 52 | 58 | −6  | 28  |                                    |
| 9   | Zaragoza                | 30 | 11 | 6  | 13 | 37 | 51 | −14 | 28  |                                    |
| 10  | Las Palmas              | 30 | 9  | 9  | 12 | 41 | 58 | −17 | 27  |                                    |
| 11  | València                | 30 | 10 | 7  | 13 | 43 | 46 | −3  | 27  |                                    |
| 12  | Reial Societat          | 30 | 9  | 8  | 13 | 39 | 47 | −8  | 26  |                                    |
| 13  | Celta                   | 30 | 8  | 7  | 15 | 39 | 47 | −8  | 23  |                                    |
| 14  | Jaén                    | 30 | 9  | 5  | 16 | 37 | 55 | −18 | 23  |                                    |
| 15  | Deportivo La Coruña (R) | 30 | 10 | 2  | 18 | 41 | 61 | −20 | 22  | Descens                            |
| 16  | Comtal (R)              | 30 | 7  | 8  | 15 | 37 | 57 | −20 | 22  | Descens                            |

## Resultats
| Casa \ Fora         | ATB | ATM | BAR | CEL | CON | DEP | ESP | JAE | LPA | OSA | RMA | RSO | SEV | VAL | VAD | ZAR |
| ------------------- | --- | --- | --- | --- | --- | --- | --- | --- | --- | --- | --- | --- | --- | --- | --- | --- |
| Atlético Bilbao     | —   | 1–4 | 1–1 | 1–0 | 3–0 | 2–0 | 4–0 | 3–1 | 3–0 | 1–1 | 4–2 | 2–0 | 5–0 | 3–1 | 4–0 | 5–0 |
| Atlético Madrid     | 0–0 | —   | 2–1 | 1–0 | 6–2 | 6–0 | 8–1 | 1–1 | 3–0 | 2–0 | 2–4 | 3–0 | 1–2 | 1–0 | 1–3 | 2–1 |
| Barcelona           | 2–0 | 7–3 | —   | 4–1 | 5–0 | 3–1 | 1–1 | 4–2 | 6–1 | 2–0 | 1–0 | 1–0 | 1–1 | 3–2 | 4–0 | 4–2 |
| Celta               | 3–0 | 1–0 | 0–2 | —   | 2–2 | 1–1 | 0–0 | 4–0 | 3–3 | 1–0 | 0–3 | 2–3 | 3–3 | 2–1 | 1–1 | 5–0 |
| Comtal              | 3–3 | 1–2 | 1–1 | 0–3 | —   | 2–1 | 3–0 | 1–0 | 2–0 | 0–0 | 0–1 | 1–1 | 5–1 | 1–1 | 4–0 | 0–0 |
| Deportivo La Coruña | 1–2 | 0–4 | 1–3 | 0–6 | 3–0 | —   | 2–1 | 3–1 | 1–2 | 3–1 | 1–2 | 4–0 | 3–1 | 1–0 | 3–0 | 4–1 |
| Espanyol            | 3–0 | 0–1 | 2–0 | 2–0 | 2–1 | 2–0 | —   | 3–0 | 2–0 | 1–1 | 0–0 | 1–0 | 2–2 | 3–0 | 4–0 | 2–0 |
| Jaén                | 4–2 | 2–0 | 1–2 | 2–0 | 2–0 | 2–3 | 0–0 | —   | 0–0 | 2–0 | 2–4 | 3–0 | 3–1 | 2–2 | 2–0 | 0–1 |
| Las Palmas          | 4–0 | 1–1 | 1–0 | 1–0 | 3–3 | 2–0 | 2–2 | 2–0 | —   | 1–1 | 1–5 | 1–1 | 2–1 | 1–0 | 3–2 | 0–1 |
| Osasuna             | 1–2 | 2–1 | 2–2 | 2–1 | 2–1 | 1–0 | 5–0 | 1–1 | 2–1 | —   | 2–0 | 1–2 | 5–2 | 2–0 | 1–0 | 2–0 |
| Reial Madrid        | 3–0 | 0–2 | 1–0 | 4–1 | 6–0 | 1–0 | 7–2 | 7–1 | 3–0 | 2–1 | —   | 3–0 | 1–1 | 2–0 | 3–1 | 3–3 |
| Reial Societat      | 3–4 | 2–1 | 2–2 | 3–0 | 1–0 | 2–0 | 1–0 | 2–0 | 2–2 | 0–0 | 3–0 | —   | 1–1 | 1–2 | 2–3 | 1–1 |
| Sevilla             | 4–1 | 5–1 | 2–1 | 2–0 | 2–1 | 5–1 | 3–0 | 3–0 | 3–1 | 3–1 | 2–0 | 3–2 | —   | 3–2 | 2–0 | 3–0 |
| València            | 1–2 | 2–2 | 3–3 | 3–1 | 1–0 | 3–0 | 3–1 | 3–1 | 2–2 | 4–1 | 1–2 | 3–2 | 2–0 | —   | 0–0 | 1–0 |
| Valladolid          | 2–0 | 4–3 | 2–1 | 1–1 | 3–0 | 3–2 | 2–2 | 1–2 | 6–2 | 3–0 | 3–3 | 2–2 | 1–2 | 4–0 | —   | 4–1 |
| Zaragoza            | 1–1 | 2–1 | 2–0 | 2–0 | 2–3 | 2–2 | 2–0 | 2–0 | 3–2 | 0–2 | 1–2 | 1–0 | 3–1 | 0–0 | 3–1 | —   |

### Resultats final
Competicions internacionals
- 1. -- Reial Madrid CF -- Copa d'Europa (actual guanyador)
- 2. -- Sevilla FC -- Copa d'Europa

Descens a Segona Divisió
- 15. -- Deportivo de La Coruña
- 16. -- Club Deportiu Comtal

Ascens a Primera Divisió
- Sporting de Gijón
- Granada CF

## Màxims golejadors
| Posició | Jugador                | Equip             | Gols |
| ------- | ---------------------- | ----------------- | ---- |
| 1       | Alfredo di Stéfano     | Reial Madrid      | 31   |
| 2       | Joaquín Murillo        | Real Valladolid   | 18   |
| 3       | Manuel Badenes         | Real Valladolid   | 17   |
| 4       | Mauro Rodríguez        | Celta de Vigo     | 16   |
| 5       | Loren Pérez            | Sevilla CF        | 14   |
| 5       | Enrique Mateos         | Reial Madrid      | 14   |
| 5       | Joaquín Peiró          | Atlètic de Madrid | 14   |
| 5       | José García, 'Pepillo' | Sevilla CF        | 14   |
| 5       | Luis Suárez            | FC Barcelona      | 14   |

## Porter menys golejat
| Posició | Jugador          | Equip        | Gols | Partits | Mitjana |
| ------- | ---------------- | ------------ | ---- | ------- | ------- |
| 1       | Antoni Ramallets | FC Barcelona | 35   | 29      | 1,20    |

## La plantilla del Reial Madrid
| Nom                | Posició        | Partits | Gols |
| ------------------ | -------------- | ------- | ---- |
| Juanito Alonso     | Porter         | 20      | (26) |
| Javier Berasaluce  | Porter         | 11      | (9)  |
| Atienza II         | Defensa        | 26      | -    |
| José Becerril      | Defensa        | 7       | -    |
| Lesmes II          | Defensa        | 26      | -    |
| Marquitos          | Defensa        | 19      | -    |
| Joaquim Navarro    | Defensa        | 2       | -    |
| Joaquín Oliva      | Defensa        | 10      | -    |
| Miguel Muñoz       | Defensa        | 12      | -    |
| Antonio Ruiz       | Centrecampista | 3       | -    |
| Juan Santisteban   | Centrecampista | 19      | -    |
| José María Zárraga | Centrecampista | 28      | 1    |
| Pedro Casado       | Davanter       | 3       | -    |
| Alfredo Di Stéfano | Davanter       | 30      | 31   |
| Paco Gento         | Davanter       | 27      | 7    |
| Joseíto            | Davanter       | 22      | 11   |
| Raymond Kopa       | Davanter       | 22      | 6    |
| Ramón Marsal       | Davanter       | 17      | 3    |
| Enrique Mateos     | Davanter       | 21      | 14   |
| Roque Olsen        | Davanter       | 3       | -    |
| Héctor Rial        | Davanter       | 5       | 1    |

Entrenador:  José Villalonga